# Pedro (obispo)
Pedro III (¿? - ¿?) fue obispo de Oviedo desde el año 1322 a 1325. Con este obispo pasó como con varios más y es que fue inhumado junto a la escalera que conducía a la zona de las reliquias y como posteriormente se construyó el enlosado de la Catedral, se perdieron prácticamente todos sus datos, fundamentalmente su sepulcro y lápida, sus memorias y datos de su pontificado.
| Predecesor: Fernando IV | Obispo de Oviedo 1322 - 1325 | Sucesor: Odón I |